# 638 Moira
638 Moira

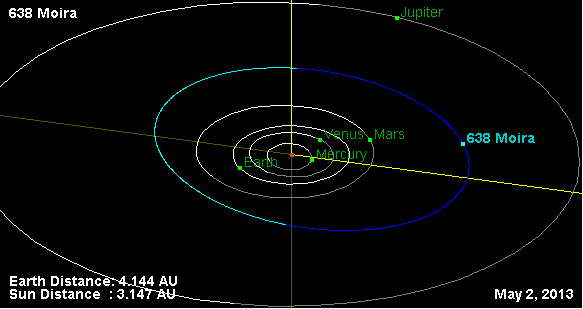
Quỹ đạo của 638 Moira và vị trí của 638 Moira vào ngày 2/5/2013

638 Moira là một tiểu hành tinh ở vành đai chính. Nó được Joel Hastings Metcalf phát hiện ngày 5.5.1907 ở Taunton, Massachusetts (Hoa Kỳ), và được đặt theo tên Moira, nữ thần trong thần thoại Hy Lạp.